# Makaure
Makaure är en sjö i Arjeplogs kommun i Lappland och ingår i Skellefteälvens huvudavrinningsområde. Sjön har en area på 5,36 kvadratkilometer och ligger 419,9 meter över havet.

## Delavrinningsområde
Makaure ingår i det delavrinningsområde (730764-159800) som SMHI kallar för Utloppet av Makaure. Medelhöjden är 472 meter över havet och ytan är 24,59 kvadratkilometer. Det finns inga avrinningsområden uppströms utan avrinningsområdet är högsta punkten. Vattendraget som avvattnar avrinningsområdet har biflödesordning 2, vilket innebär att vattnet flödar genom totalt 2 vattendrag innan det når havet efter 231 kilometer. Avrinningsområdet består mestadels av skog (69 procent). Avrinningsområdet har 5,41 kvadratkilometer vattenytor vilket ger det en sjöprocent på 22 procent.